# Screen Actors Guild Awards 2005

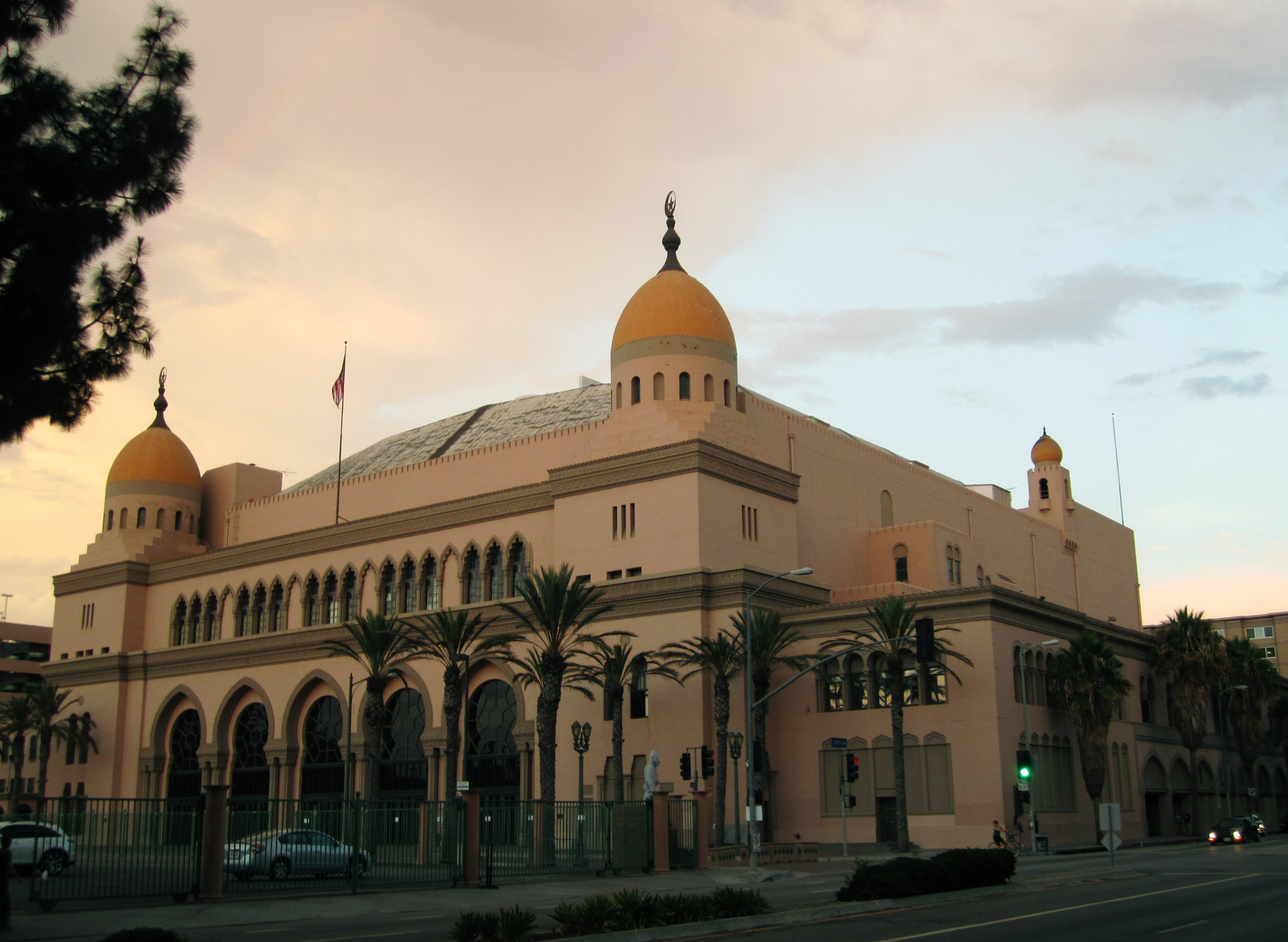
Das Shrine Exposition Center, Veranstaltungsort der Screen Actors Guild Awards 2005

Die 11. Verleihung der US-amerikanischen Screen Actors Guild Awards (englisch 11th Screen Actors Guild Awards), die die Screen Actors Guild jedes Jahr in den Bereichen Film (5 Kategorien) und Fernsehen (8 Kategorien) vergibt, fand am 5. Februar 2005 im Shrine Exposition Center in Los Angeles statt. Die so genannten SAG Awards ehren, im Gegensatz beispielsweise zum Golden Globe Award, nur Film-, Fernseh- und Ensembleschauspieler und gelten als Gradmesser für die bevorstehende Oscar-Verleihung. Gekürt werden die Sieger von den Mitgliedern der Screen Actors Guild, der man angehören muss, um in den Vereinigten Staaten als Schauspieler zu arbeiten.
Die Nominierten waren am 11. Januar 2005 im Silver Screen Theater des Pacific Design Centers in West Hollywood von den Schauspielern Rosario Dawson und James Denton bekanntgegeben worden. In den Vereinigten Staaten wurde die Verleihung live vom Kabelsender TNT gezeigt.
Für sein Lebenswerk wurde der US-amerikanische Schauspieler James Garner gewürdigt.

## Gewinner und Nominierte im Bereich Film
| Film                       | N | A |
| -------------------------- | - | - |
| Sideways                   | 4 | 1 |
| Million Dollar Baby        | 3 | 2 |
| Aviator                    | 3 | 1 |
| Hotel Ruanda               | 3 | 0 |
| Wenn Träume fliegen lernen | 3 | 0 |
| Ray                        | 2 | 1 |

### Bester Hauptdarsteller
Jamie Foxx – Ray
Don Cheadle – Hotel Ruanda (Hotel Rwanda)
Johnny Depp – Wenn Träume fliegen lernen (Finding Neverland)
Leonardo DiCaprio – Aviator (The Aviator)
Paul Giamatti – Sideways

### Beste Hauptdarstellerin
Hilary Swank – Million Dollar Baby
Annette Bening – Being Julia
Catalina Sandino Moreno – Maria voll der Gnade (Maria Full of Grace)
Imelda Staunton – Vera Drake
Kate Winslet – Vergiss mein nicht! (Eternal Sunshine of the Spotless Mind)

### Bester Nebendarsteller
Morgan Freeman – Million Dollar Baby
Thomas Haden Church – Sideways
Jamie Foxx – Collateral
James Garner – Wie ein einziger Tag (The Notebook)
Freddie Highmore – Wenn Träume fliegen lernen (Finding Neverland)

### Beste Nebendarstellerin
Cate Blanchett – Aviator (The Aviator)
Cloris Leachman – Spanglish
Laura Linney – Kinsey – Die Wahrheit über Sex (Kinsey)
Virginia Madsen – Sideways
Sophie Okonedo – Hotel Ruanda (Hotel Rwanda)

### Bestes Schauspielensemble
Sideways

Thomas Haden Church, Paul Giamatti, Virginia Madsen und Sandra Oh
Aviator (The Aviator)
Alan Alda, Alec Baldwin, Kate Beckinsale, Cate Blanchett, Leonardo DiCaprio, Ian Holm, Danny Huston, Jude Law, John C. Reilly und Gwen Stefani
Wenn Träume fliegen lernen (Finding Neverland)
Julie Christie, Johnny Depp, Freddie Highmore, Dustin Hoffman, Radha Mitchell, Joe Prospero, Nick Roud, Luke Spill und Kate Winslet
Hotel Ruanda (Hotel Rwanda)
Don Cheadle, Nick Nolte, Sophie Okonedo und Joaquin Phoenix
Million Dollar Baby
Clint Eastwood, Morgan Freeman und Hilary Swank
Ray
Aunjanue Ellis, Jamie Foxx, Terrence Howard, Regina King, Harry J. Lennix, Clifton Powell, Larenz Tate und Kerry Washington

## Gewinner und Nominierte im Bereich Fernsehen
| Serie/Film                           | N | A |
| ------------------------------------ | - | - |
| Alle lieben Raymond                  | 4 | 0 |
| Die Sopranos                         | 4 | 0 |
| Will & Grace                         | 3 | 0 |
| Desperate Housewives                 | 2 | 2 |
| Arrested Development                 | 2 | 1 |
| The Life and Death of Peter Sellers  | 2 | 1 |
| 24                                   | 2 | 0 |
| Der Schutzengel                      | 2 | 0 |
| Sex and the City                     | 2 | 0 |
| The West Wing – Im Zentrum der Macht | 2 | 0 |

### Bester Darsteller in einem Fernsehfilm oder Miniserie
Geoffrey Rush – The Life and Death of Peter Sellers
Jamie Foxx – Redemption – Früchte des Zorns (Redemption: The Stan Tookie Williams Story)
William H. Macy – Der Schutzengel (The Wool Cap)
Barry Pepper – Dale Earnhardt – Ein amerikanischer Held (3: The Dale Earnhardt Story)
Jon Voight – Die fünf Menschen, die dir im Himmel begegnen (The Five People You Meet in Heaven)

### Beste Darstellerin in einem Fernsehfilm oder Miniserie
Glenn Close – Lion in Winter – Kampf um die Krone des Königs (The Lion in Winter)
Patricia Heaton – Schauspieler und andere Katastrophen (The Goodbye Girl)
Keke Palmer – Der Schutzengel (The Wool Cap)
Hilary Swank – Alice Paul – Der Weg ins Licht (Iron Jawed Angels)
Charlize Theron – The Life and Death of Peter Sellers

### Bester Darsteller in einer Dramaserie
Jerry Orbach (postum) – Law & Order
Hank Azaria – Huff – Reif für die Couch (Huff)
James Gandolfini – Die Sopranos (The Sopranos)
Anthony LaPaglia – Without a Trace – Spurlos verschwunden (Without a Trace)
Kiefer Sutherland – 24

### Beste Darstellerin in einer Dramaserie
Jennifer Garner – Alias – Die Agentin (Alias)
Drea de Matteo – Die Sopranos (The Sopranos)
Edie Falco – Die Sopranos (The Sopranos)
Allison Janney – The West Wing – Im Zentrum der Macht (The West Wing)
Christine Lahti – Jack & Bobby

### Bester Darsteller in einer Comedyserie
Tony Shalhoub – Monk
Jason Bateman – Arrested Development
Sean Hayes – Will & Grace
Ray Romano – Alle lieben Raymond (Everybody Loves Raymond)
Charlie Sheen – Two and a Half Men

### Beste Darstellerin in einer Comedyserie
Teri Hatcher – Desperate Housewives
Patricia Heaton – Alle lieben Raymond (Everybody Loves Raymond)
Megan Mullally – Will & Grace
Sarah Jessica Parker – Sex and the City
Doris Roberts – Alle lieben Raymond (Everybody Loves Raymond)

### Bestes Schauspielensemble in einer Dramaserie
CSI: Vegas (CSI: Crime Scene Investigation)

Gary Dourdan, George Eads, Jorja Fox, Paul Guilfoyle, Robert David Hall, Marg Helgenberger, William Petersen und Eric Szmanda
24
Reiko Aylesworth, Carlos Bernard, Elisha Cuthbert, James Badge Dale, Joaquim de Almeida, Dennis Haysbert, Vincent Laresca, Mary Lynn Rajskub, Paul Schulze, Kiefer Sutherland und D. B. Woodside
Six Feet Under – Gestorben wird immer (Six Feet Under)
Lauren Ambrose, Frances Conroy, James Cromwell, Idalis DeLeón, Peter Facinelli, Ben Foster, Sprague Grayden, Rachel Griffiths, Michael C. Hall, Peter Krause, Justina Machado, Freddy Rodríguez, Mathew St. Patrick, Mena Suvari und Justin Theroux
Die Sopranos (The Sopranos)
Lorraine Bracco, Steve Buscemi, Dominic Chianese, Vincent Curatola, Drea de Matteo, Edie Falco, James Gandolfini, Robert Iler, Michael Imperioli, Steve Schirripa, Jamie-Lynn Sigler, Tony Sirico, Aida Turturro, Steven Van Zandt und John Ventimiglia
The West Wing – Im Zentrum der Macht (The West Wing)
Stockard Channing, Kristin Chenoweth, Dulé Hill, Allison Janney, Joshua Malina, Mary McCormack, Janel Moloney, Richard Schiff, Martin Sheen, John Spencer, Lily Tomlin und Bradley Whitford

### Bestes Schauspielensemble in einer Comedyserie
Desperate Housewives

Andrea Bowen, Ricardo Chavira, Marcia Cross, Steven Culp, James Denton, Teri Hatcher, Felicity Huffman, Cody Kasch, Eva Longoria, Jesse Metcalfe, Mark Moses, Nicollette Sheridan und Brenda Strong
Arrested Development
Will Arnett, Jason Bateman, Michael Cera, David Cross, Portia de Rossi, Tony Hale, Alia Shawkat, Jeffrey Tambor und Jessica Walter
Alle lieben Raymond (Everybody Loves Raymond)
Peter Boyle, Brad Garrett, Patricia Heaton, Monica Horan, Doris Roberts, Ray Romano und Madylin Sweeten
Sex and the City
Kim Cattrall, Kristin Davis, Cynthia Nixon und Sarah Jessica Parker
Will & Grace
Sean Hayes, Eric McCormack, Debra Messing und Megan Mullally

## Preis für das Lebenswerk
James Garner